# Stražiště
Der Stražiště ist ein 744 m n.m. hoher Berg in der Böhmisch-Mährischen Höhe in Tschechien. Er liegt sieben Kilometer nördlich der Stadt Pacov.
An den Stražiště schließen sich weitere Nebengipfel an, westlich der Hřeben (685 m), nordöstlich der Holý vrch (703 m) und nördlich der Kopec (658 m). Auf dem bewaldeten Gipfel des Stražiště befindet sich die markante Turmkonstruktion des Fernsehsenders Stražiště (Stražiště-vysílač), die nicht zugänglich ist.
Oberhalb von Bratřice liegt am Hang eine 1673 vom Patzauer Barbier Mikuláš entdeckte Heilquelle. In ihre Nähe entstand unterhalb des Gipfels im 18. Jahrhundert die barocke Wallfahrtskapelle des Hl. Johannes des Täufers. 1878 wurde auf dem Gipfel ein hölzerner Aussichtsturm errichtet, der in den 1930er Jahren durch einen höheren ersetzt wurde. Der Turm bot eine weite Aussicht über die Gegend von Pacov bis zur Burg Choustník, dem Křemešník, Humpolec, Ledeč nad Sázavou, dem Blaník und Miličín.
1964 wurde der Aussichtsturm abgetragen.
1990 erfolgte auf dem Stražiště der Bau eines Rundfunk- und Fernseh-Sendeturmes. Die Baukosten betrugen 27 Millionen Kčs.